# チタン酸鉛(II)
チタン酸鉛(II)（チタンさんなまり に、英: lead(II) titanate）は、化学式が PbTiO3 と表される鉛のチタン酸塩である。三酸化チタン(IV)鉛(II)とも表記され、略称は PT。天然には産出しない。

## 物性、構造
室温ではペロブスカイト構造であり、格子長は a = 3.904 Å、c = 4.150 Åと6 %もの大きな異方性がある。この歪みが原因となって大きな自発分極が生じており、その値は0.057 Cm2以上である。このため圧電定数も高いが、分極条件がネックとなってバルク圧電体としての利用が難しいとされる。温度上昇に伴い495 °Cで相転移し、立方晶系の常誘電体となる。立方晶での格子長は3.96 Å。
ジルコン酸鉛で一部を置換したチタン酸ジルコン酸鉛(II) (Pb(Zr,Ti)O3) は圧電素子の材料として広く利用されている。

## 合成方法
一酸化鉛と二酸化チタンを混合し、焼結することで得られる。
{\displaystyle {\ce {{PbO}+ TiO2 -> PbTiO3}}}

## 応用例
添加する他の化合物の割合により融点を280-340 °C程度とする事が出来、電子部品や半導体の封止ガラスとして利用される。